# Aartsbisdom Alba Iulia
Het aartsbisdom Alba Iulia (Latijn: Archidioecesis Albae Iuliensis; Roemeens: Arhiepiscopia Romano-Catolică de Alba Iulia; Hongaars: Gyulafehérvári Római Katolikus Érsekség) is een rooms-katholiek aartsbisdom in de Roemeense regio Transsylvanië met zetel in de stad Alba Iulia. De aartsbisschop is sinds 1994 György Jakubinyi.
Het gebied van het aartsbisdom omvat de districten Alba, Bistrița-Năsăud, Brașov, Cluj, Covasna, Harghita, Hunedoara, Mureș, Sălaj en Sibiu. In deze regio is 11 procent van de bevolking Rooms-katholiek met een concentratie in de districten Harghita en Covasna. De leden van het aartsbisdom zijn overwegend leden van de Hongaarse minderheid in Roemenië. 
Het aartsbisdom werd gesticht in 1009 als het bisdom Transsylvanië door Koning Stefanus I van Hongarije en wordt sinds 1932 bisdom Alba Iulia genoemd. Op 5 augustus 1991 wees Paus Johannes Paulus II het bisdom aan als tweede aartsbisdom van Roemenië, naast het Aartsbisdom Boekarest.

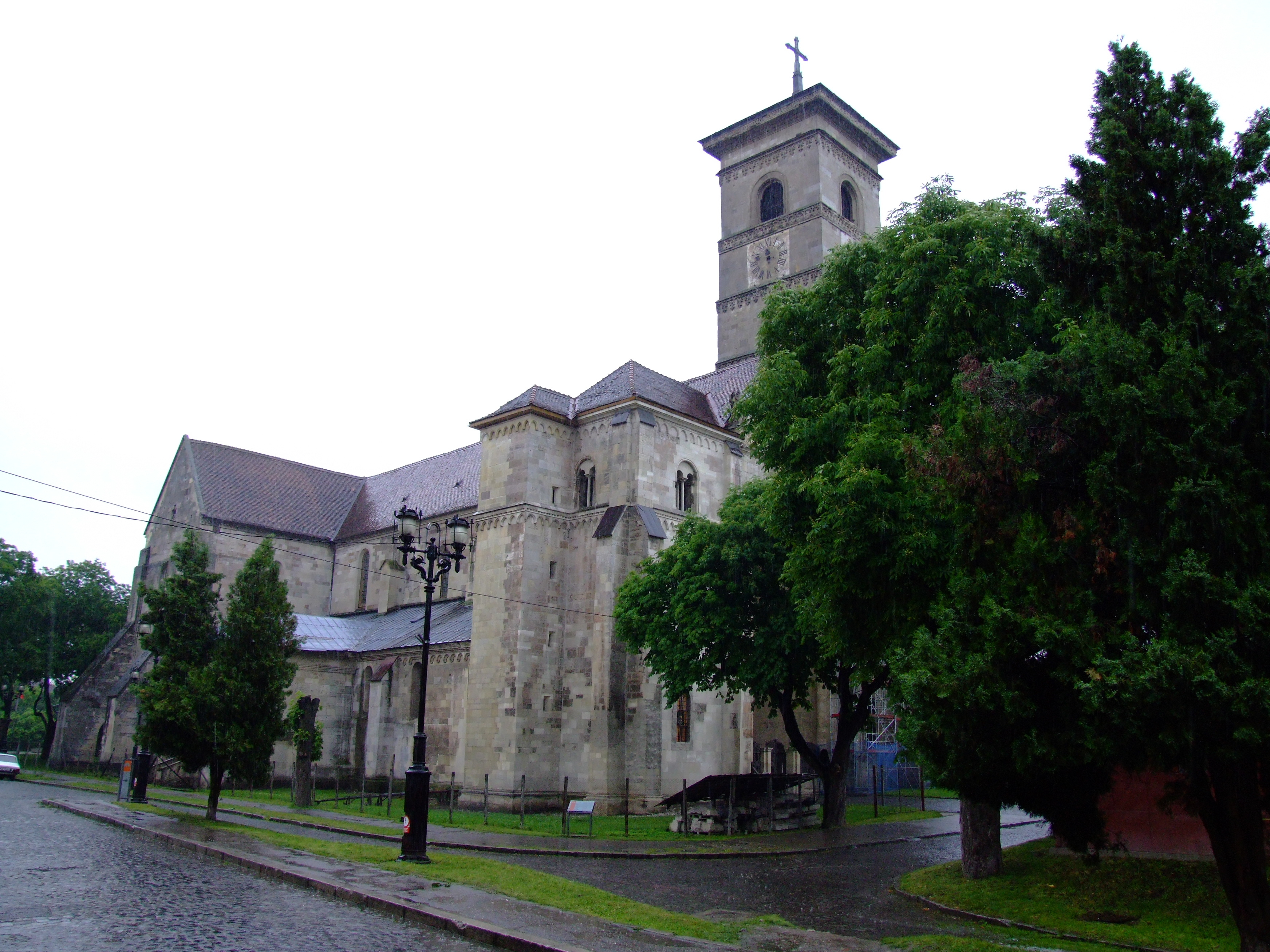
Kathedraal van Alba Iulia
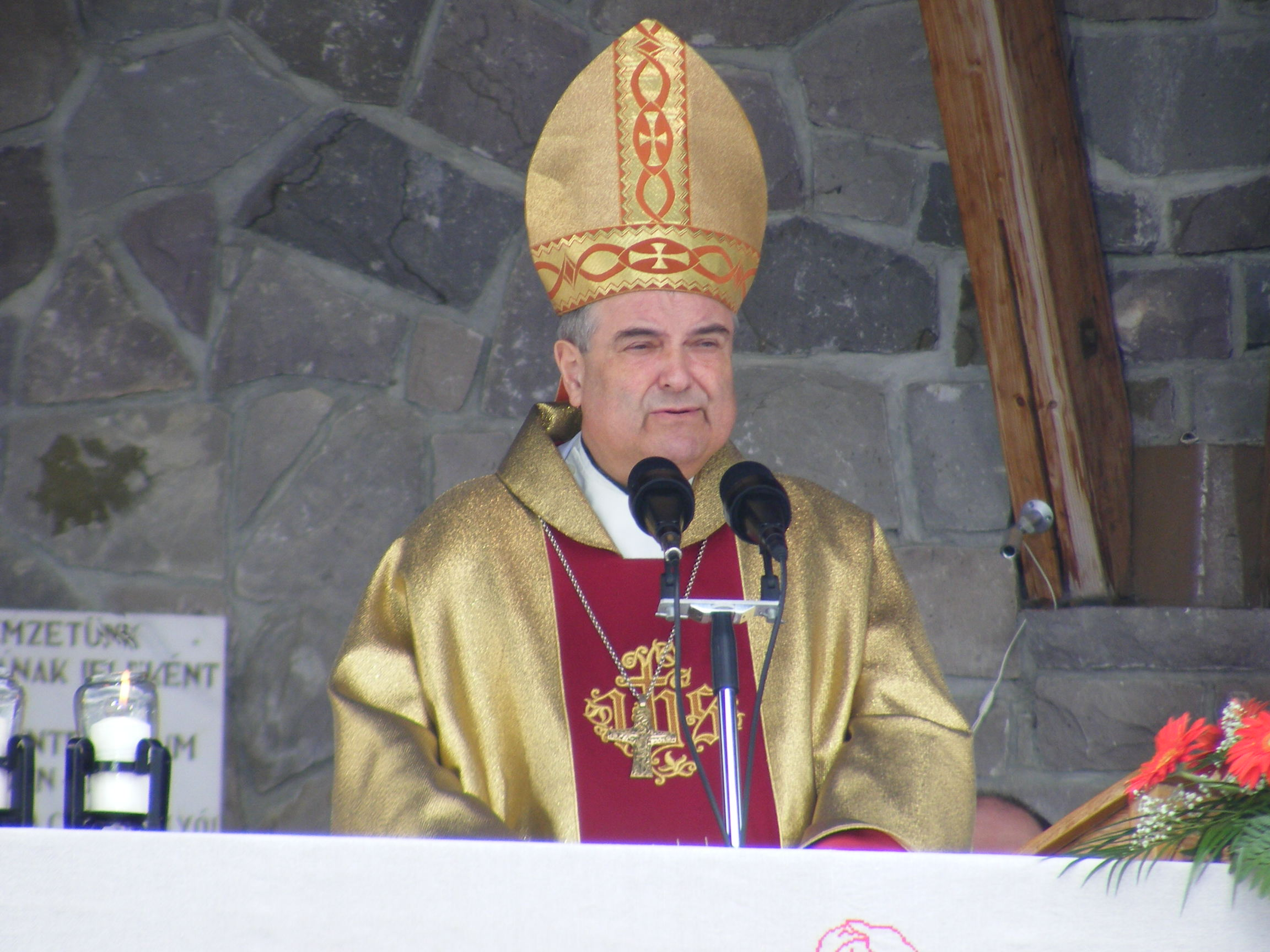
Aartsbisschop György Jakubinyi